# Banco de Vigo
El Banco de Vigo fue una institución bancaria española.

## Antecedentes

### Banca Viñas Aranda
El fundador de la Banca Viñas Aranda fue el Corredor de Comercio Francisco Andrés Viñas Blanco, nacido el 28 de noviembre de 1878 en Noya (La Coruña). Se trasladó a Vigo (Pontevedra), donde el 27 de diciembre de 1918 y en sociedad con el abogado Salvador Aranda Tapias y del comerciante Antonio Malvido Sanmartín, fundó -como se ha dicho- la Banca Viñas Aranda con la forma legal de sociedad comanditaria por acciones.
Comenzaron a operar con un capital de 120.000 pesetas, de las cuales 100.000 pesetas eran capital comanditario y 20.000 pesetas capital colectivo.
El 20 de octubre de 1920 la Banca Viñas -nombre con el que era familiarmente conocido el Banco- se transformó en sociedad anónima. El domicilio quedó establecido en la planta baja del n.º 23 de la calle Colón de Vigo.

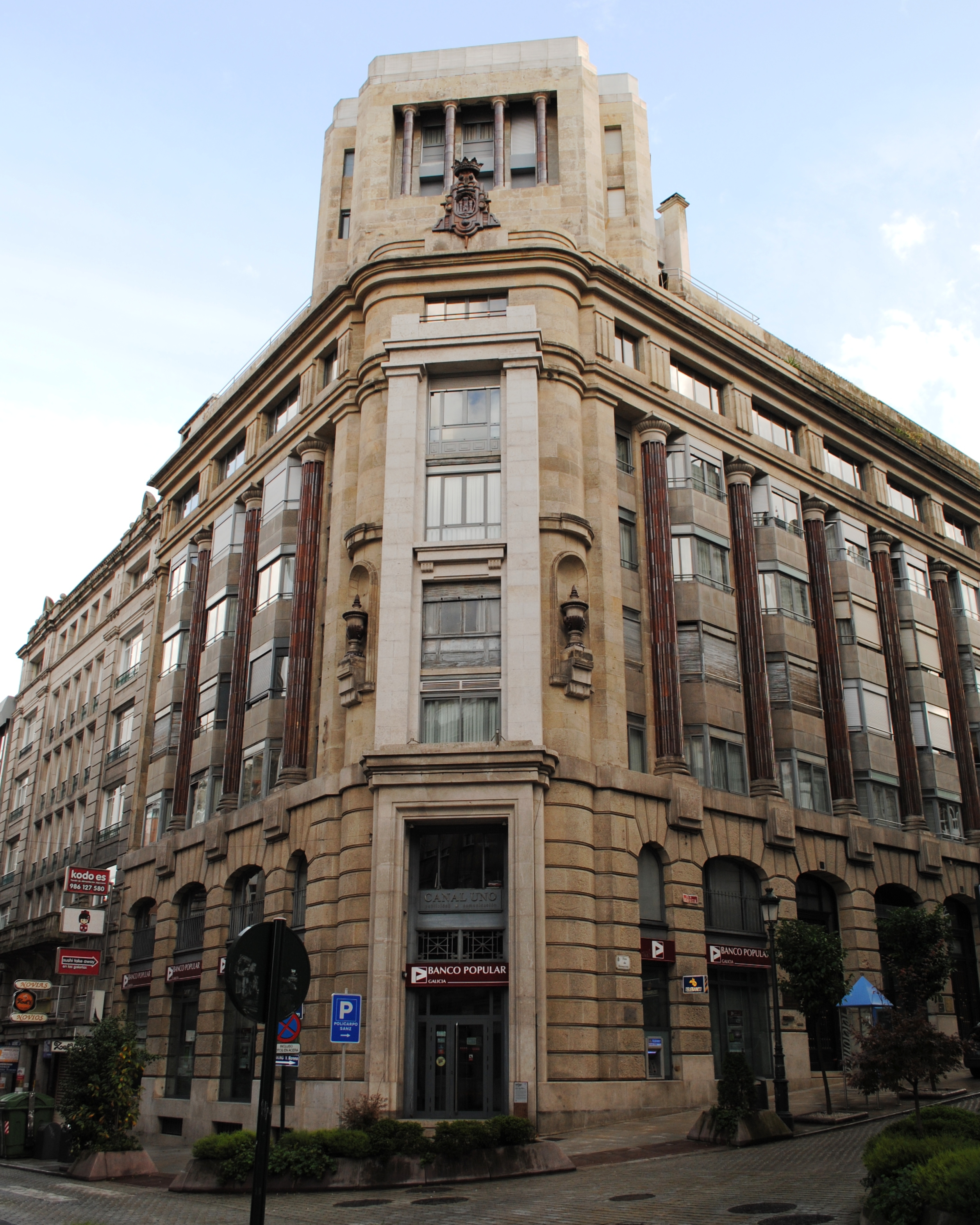
Edificio Banca Viñas-Aranda, de Antonio Palacios, en la Calle Reconquista de Vigo.

El 10 de noviembre de 1930 se inauguró una nueva sede social en el n.º 10 de la misma calle, esquina a la calle Marqués de Valladares, en un edificio proyectado por el arquitecto Antonio Cominges Tapias. Lugar en el que permaneció hasta el año 1944 en el que se trasladó al edificio encargado al arquitecto Antonio Palacios en el n.º 9 de la calle Reconquista de Vigo.
Durante la década de los años cincuenta del pasado siglo XX, y a pesar del despegue económico que se estaba produciendo en España, en la Banca Viñas Aranda se produjeron numerosos impagados y demoras en la cancelación de créditos, lo que le llevó a una situación delicada.
Además la Banca Viñas Aranda carecía prácticamente de recursos ajenos, por lo que tenía que acudir permanentemente al redecuento en el Banco de España. La situación traspasó los límites de lo tolerable hasta el punto que tuvo que ser intervenida durante dos años por dicho Banco de España. La actividad bancaria propiamente dicha quedó muy reducida, hasta el punto que tuvieron que contratar a un asesor externo para que estudiara la viabilidad a la entidad.

### Banco de Vigo-Viñas Aranda S.A.
Considerando que introduciendo determinados cambios, era posible la viabilidad de la empresa, se decidió su continuidad con el nombre de Banco de Vigo-Viñas Aranda S.A. Se fijó un capital social de 10.000.000 pesetas. Se renovó el consejo de administración incorporando a importantes empresarios e ilustres personajes vigueses, designando a un nuevo director general.

### Banco de Vigo S.A.
El 1 de julio de 1957 y con ocasión de la desaparición, por quiebra, del que se había llamado Banco de Vigo, el Banco de Vigo-Viñas Aranda, reduce su denominación pasando a llamarse simplemente Banco de Vigo S.A.

## Evolución del Banco de Vigo S.A.
En esta nueva etapa, el Banco de Vigo S.A. registró unos crecimientos muy reducidos lo que le producía unos beneficios muy escasos. Además la demanda de créditos era superior a lo que el banco de Vigo podía atender. Sus socios tampoco tenían voluntad ni capacidad suficientes para aportar a la Entidad los recursos necesarios que dinamizasen su actividad. Por otro lado, los antecedentes del banco tampoco ayudaban en la entrada de nuevos accionistas. La gestión del banco casi se limitaba a administrar el negocio existente, pero sin que se lograran crecimientos suficientes.
Incluso entre algunos socios empezaron a surgir desavenencias que precipitaron la venta del banco.

## Venta del Banco de Vigo S.A.
La situación descrita anteriormente desembocó en que en el año 1969 se iniciaran conversaciones con el Banco Popular Español encaminadas a estudiar la venta del Banco de Vigo.
A partir del 1 de enero de 1970, ya bajo el control del Banco Popular Español, se abrió una nueva etapa en la gestión y en la trayectoria del Banco de Vigo. Al clausurarse en dicho año la sucursal que mantenía en Vigo el propio Banco Popular Español, traspasó todo su negocio al Banco de Vigo, que recibirá otro nuevo impulso al fusionarse, el 31 de diciembre de 1973, con el Banco de Lugo para formar finalmente el Banco de Galicia S.A., hasta la absorción de este, en 2008, por el Banco Popular Español.